# 篠原豪
篠原 豪（しのはら ごう、1975年2月12日 - ）は、日本の政治家。立憲民主党所属の衆議院議員（4期）。元横浜市議会議員（1期）。

## 経歴
神奈川県横浜市磯子区に生まれる。学校法人岩崎学園幼稚園、横浜市立杉田小学校、逗子開成中学校・高等学校、早稲田大学第一文学部卒業、早稲田大学大学院政治学研究科修了。大学院修了後、記者・雑誌副編集長やクリエイティブ・ディレクター、広告プランナーなどを務める。ボーイスカウト歴16年。
2011年、横浜市会議員選挙に金沢区選挙区から出馬して初当選、1期を務める。
2014年、第47回衆議院議員総選挙に維新の党公認で神奈川1区から出馬し、選挙区では自由民主党の松本純に敗れたが、重複立候補していた比例南関東ブロックで復活し、初当選を果たした。
2016年、民進党に合流。
2017年の第48回衆議院議員総選挙に、立憲民主党の公認、連合神奈川の支持、神奈川ネットワーク運動の推薦を受けて出馬。自民党の松本に敗れるも比例復活により再選した。
2020年9月15日、旧立憲民主党と旧国民民主党は、2つの無所属グループを加えた形で新「立憲民主党」を結成。篠原も新党に参加。
2021年10月31日の第49回衆議院議員総選挙では、不祥事により自民党を離党し無所属で立候補した松本、日本維新の会公認の浅川義治を破り3選（浅川は比例復活で当選）。枝野幸男代表の辞任に伴う代表選挙（11月30日実施）では泉健太の推薦人に名を連ねた。
2024年10月15日、第50回衆議院議員総選挙が公示され、神奈川1区からは篠原、自民党元職の松本、日本維新の会現職の浅川義治、参政党新人の伊東万美子、日本共産党新人の蓮池幸雄の計5人が立候補した。10月17日に日本経済新聞が序盤情勢を発表。「松本が自民支持層の6割をおさえ、一歩先行。篠原が猛追する」と報じた。10月23日、しんぶん赤旗は、自民党が裏金問題で非公認となった候補の所属支部にそれぞれ2000万円を支給していたことをスクープした。同紙の報道により終盤情勢は一変した。10月24日、日本経済新聞は22日～24日に行った調査の結果を発表。神奈川1区は「篠原が松本を追い抜いて一歩リード」と書かれ、順番が入れ替わった。10月27日の投開票の結果、篠原が4期目の当選を果たした。比例重複が認められなかった松本はそれがために落選した。浅川は比例復活がかなわず議席を失った。

## 政策・主張
- アベノミクスを評価しない[22]。
- 消費増税の先送りをどちらかと言えば評価しない[22]。
- 安全保障関連法の成立を評価しない[22]。
- 安倍内閣による北朝鮮問題への取り組みをどちらかと言えば評価しない[22]。
- 共謀罪法を評価しない[22]。
- 安倍内閣による森友学園問題・加計学園問題への対応を評価しない[22]。
- 幼稚園・保育所から大学まで教育を無償化すべきだ[22]。
- 経済競争力を多少犠牲にしても格差是正を優先すべきだ[22]。
- 財政赤字は危機的水準であるので、国債発行を抑制すべきだ[22]。
- 所得や資産の多い人に対する課税を強化すべきだ[22]。
- 原子力規制委員会の審査に合格した原子力発電所は運転を再開すべきでない[22]。
- いますぐ原子力発電を廃止すべきだ[22]。
- ひとり親家庭やDINKsなど家族の形は多様でよい[22]。
- 非核三原則を堅持すべきだ[22]。
- 消費税10%にどちらかと言えば反対[22]。
- 憲法改正にどちらかと言えば賛成。改正すべき項目として、地方自治・衆議院の解散・環境権を挙げる[22]。
- 選択的夫婦別姓制度導入について、「どちらとも言えない」としている[22]。

## 支持団体
- JR総連から組織推薦候補として支援を受けている[23]。

## 議員連盟
- 科学技術イノベーション議員連盟
- 立憲民主党 税理士制度推進議員連盟
- 立憲民主党 行政書士制度推進議員連盟
- 立憲民主党 土地家屋調査士制度推進議員連盟
- 子どもへのワクチン接種とワクチン後遺症を考える超党派議員連盟[24]

## 選挙歴
| 当落 | 選挙                   | 執行日         | 年齢 | 選挙区        | 政党       | 得票数    | 得票率 | 定数 | 得票順位 /候補者数 | 政党内比例順位 /政党当選者数 |
| ---- | ---------------------- | -------------- | ---- | ------------- | ---------- | --------- | ------ | ---- | ------------------ | ---------------------------- |
| 当   | 2011年横浜市会議員選挙 | 2011年4月12日  | 36   | 金沢区選挙区  | みんなの党 | 1万1971票 |        | 5    | 3/9                | /                            |
| 比当 | 第47回衆議院議員総選挙 | 2014年12月14日 | 39   | 神奈川県第1区 | 維新の党   | 6万8061票 | 31.31% | 1    | 2/3                | 3/4                          |
| 比当 | 第48回衆議院議員総選挙 | 2017年10月22日 | 42   | 神奈川県第1区 | 立憲民主党 | 7万8019票 | 36.20% | 1    | 2/3                | 3/5                          |
| 当   | 第49回衆議院議員総選挙 | 2021年10月31日 | 46   | 神奈川県第1区 | 立憲民主党 | 10万118票 | 45.01% | 1    | 1/3                | /                            |
| 当   | 第50回衆議院議員総選挙 | 2024年10月27日 | 49   | 神奈川県第1区 | 立憲民主党 | 9万1809票 | 41.12% | 1    | 1/5                | /                            |